# سیارک ۳۶۷
سیارک ۳۶۷ (به انگلیسی: 367 Amicitia، نامگذاری:1893AA) سیصد و شصت و هفتمین سیارک کشف شده‌است که در ۱۹ مه ۱۸۹۳ و در نیس کشف شد.
قدر مطلق سیارک برابر ۱۰٫۷۰ است.